# Evippa beschkentica
Evippa beschkentica är en spindelart som beskrevs av Jekaterina Michajlovna Andrejeva 1976. Evippa beschkentica ingår i släktet Evippa och familjen vargspindlar. Inga underarter finns listade i Catalogue of Life.